# 内兹珀斯国家森林
内兹珀斯国家森林（英語：Nez Perce National Forest）是一座面积2,224,091英畝（9,000.58平方）的美国国家森林，位处爱达荷州中西部。森林东侧是蒙大拿州州境，北部有清水国家森林，西侧则有瓦洛瓦-惠特曼国家森林，南部是帕耶特国家森林。